# Scott Loach
Scott Loach (* 27. Mai 1988 in Nottingham) ist ein ehemaliger englischer Fußballtorwart, der zuletzt bei Derby County unter Vertrag stand. 2009 wurde Loach mit der englischen U-21-Nationalmannschaft Vize-Europameister.

## Karriere

### Verein
Loach unterschrieb 2006 einen Profivertrag beim FC Watford, der nicht weit von seinem Geburtsort Nottingham entfernt ist. Um Spielpraxis zu sammeln wurde er in der Saison 2007/08 insgesamt dreimal verliehen. Zunächst an die Stafford Rangers in die Conference National, danach Anfang Januar für kurze Zeit an den FC Morecambe und schließlich von Ende Januar bis zum Saisonende an Bradford City. Nach seiner Rückkehr zur Saison 2008/09 konnte er sich bei Watford als Stammkeeper etablieren und hatte maßgeblichen Anteil daran, dass Watford auf den fünften Platz in der Football League Championship kam. Nach insgesamt sechs Jahren verließ er im Sommer 2012 den Verein und wechselte zum Zweitligakonkurrenten Ipswich Town.

### Nationalmannschaft
Nach einigen Einsätzen in der U-21-Nationalmannschaft, durfte er mit England 2009 als Ersatztorhüter zur U-21-EM fahren. Dort kam er jeweils gegen Deutschland, darunter beim 0:4 im Finale, zu insgesamt zwei Einsätzen.